# 張小廔

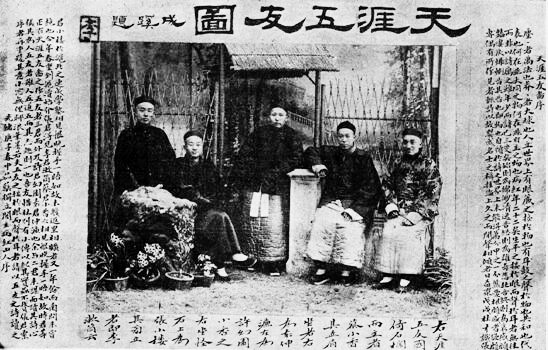
天涯五友图（左起：李叔同、張小廔、蔡小香、袁希濂、许幻园）

張小廔（1877年8月26日—1950年12月），名柟（或作楠），字小廔（或作小樓、筱樓），又號塵定居士、蓉江小樓主人，以字行。 江蘇江陰人，中國近代文人、書畫家。

## 生平
張小廔出生於江陰。在清末的上海灘，他與李叔同、袁希濂、許幻園、蔡小香交往密切。 1899年，五人在許幻園的住所城南草堂結義金蘭，號稱“天涯五友”，並共同組成城南文社。 1900年，天涯五友在福州路楊柳樓台發起成立“海上書畫公會”，張小廔任會長。他後來赴日本法政大學留學，回國後任南京江南高等學堂、兩江優級師範學堂教習。 中華民國成立後，歷任北洋政府國務院翻譯官、外交部編譯員、駐朝鮮新義州領事等。 1926年回到上海，曾任上海鐵路稅務局局長。此外，他還曾任教於上海美術專科學校。 抗日戰爭爆發後，他趕赴河南，協助國民政府賑濟委員會副委員長屈映光賑撫黃河水災。同時，他安排妻子等赴重慶避難。但不幸的是其妻1940年在重慶大轟炸期間驚悸而亡。此後，他的女兒張曼筠、女婿李公樸因不放心他獨自在外，將他接到重慶。後又與他們夫婦一同前往昆明。 1946年，女婿李公樸遇刺身亡。此後他回到上海，生活愈發艱難。 中華人民共和國成立後，他於1950年12月在上海逝世，終年73歲。 

## 家庭
張小廔之女張曼筠是中國近代著名社會活動家李公樸的夫人。另一女則嫁無錫石塘灣孫氏後裔孫熙文，其女孫方中是香港教育家。